# Boris Nikolajewitsch Tschernoussow
Boris Nikolajewitsch Tschernoussow (russisch Борис Николаевич Черноусов; * 1908 in Sysran, Gouvernement Simbirsk, Russisches Kaiserreich; † 2. Januar 1978 in Moskau) war ein sowjetischer Politiker der Kommunistischen Partei der Sowjetunion (KPdSU), der unter anderem zwischen 1949 und 1952 Vorsitzender des Ministerrates der Russischen Sozialistischen Föderativen Sowjetrepublik (RSFSR) war.

## Leben

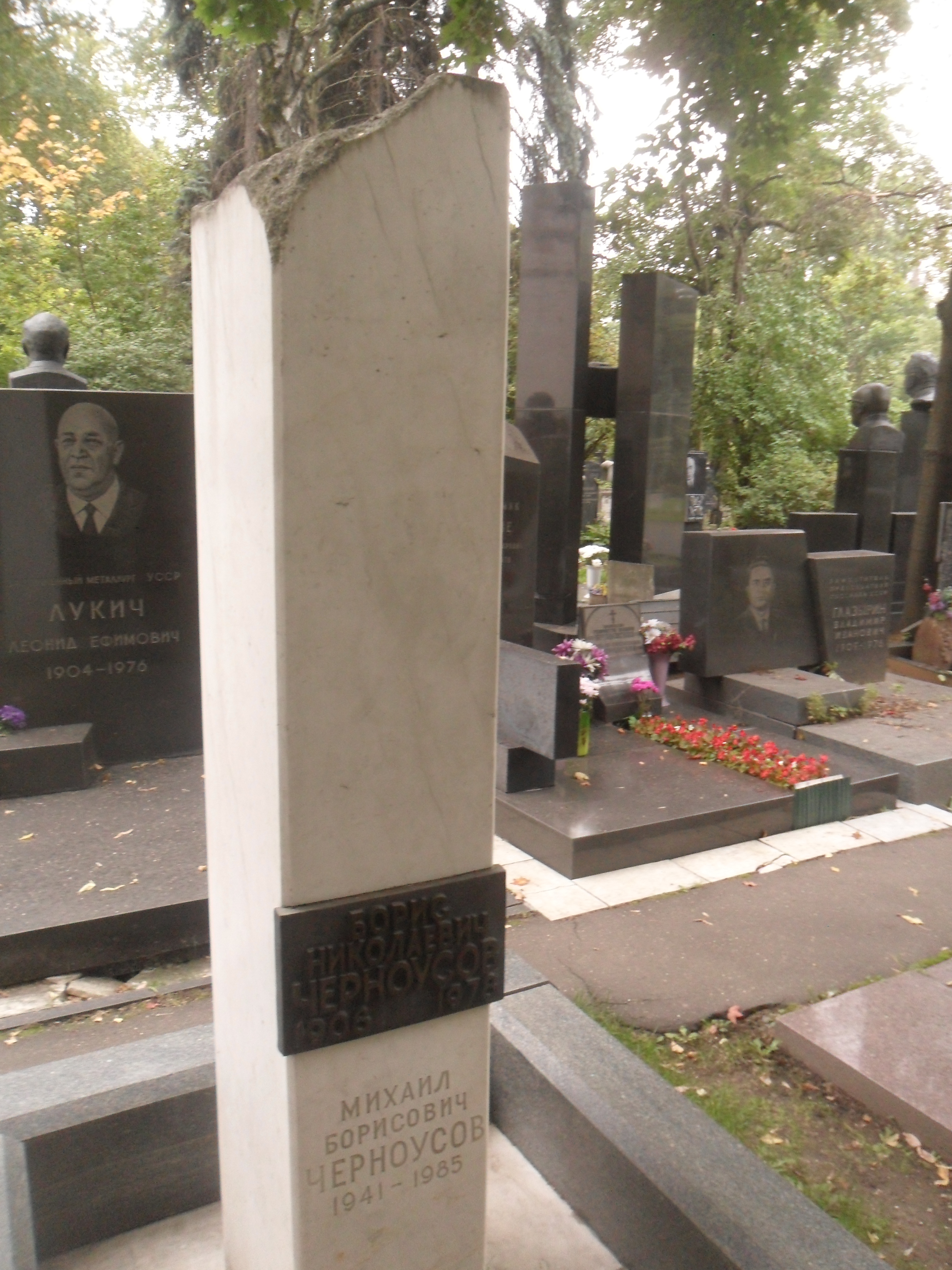
Grabstätte von Boris Nikolajewitsch Tschernoussow auf dem Nowodewitschi-Friedhof in Moskau.

Boris Nikolajewitsch Tschernoussow war seit 1924 Mitarbeiter im Kommunistischen Jugendverband Komsomol in Sysran, Uljanowsk sowie Samara und wurde 1929 Mitglied der Kommunistischen Partei der Sowjetunion (KPdSU). Nachdem er zwischen 1929 und 1930 als Mechaniker in einer Fabrik in Moskau tätig gewesen war, begann er 1930 ein Studium am Moskauer Energetischen Institut, welches er 1935 beendete. Nach verschiedenen Tätigkeiten als Techniker und Ingenieur war er seit 1938 hauptamtlicher Parteifunktionär und zunächst Sekretär des Parteikomitees eines Betriebes, anschließend Erster Sekretär des Parteikomitees des Moskauer Stadtbezirks Stalin sowie schließlich zwischen Januar 1939 und November 1948 Zweiter Sekretär des Stadtparteikomitees von Moskau. 1938 wurde er zudem Deputierter des Obersten Sowjets der UdSSR, dem er in der ersten und zweiten Legislaturperiode bis 1952 angehörte. Auf dem XVIII. Parteitag der Allunionskommunistischen Partei der Bolschewiki (10.–21. März 1939) wurde er auch zum Kandidaten des Zentralkomitees (ZK) gewählt und hatte diese Funktion bis zum XIX. Parteitag der KPdSU (5.–14. Oktober 1952) inne. Am 10. Juli 1948 übernahm er die neue Funktion als Leiter der ZK-Abteilung für Partei-, Gewerkschafts- und Komsomol-Organe und behielt diese bis März 1949, woraufhin Grigori Petrowitsch Gromow ihn ablöste.
Als Nachfolger von Michail Iwanowitsch Rodionow übernahm Tschernoussow am 9. März 1949 das Amt als Vorsitzender des Ministerrates der Russischen Sozialistischen Föderativen Sowjetrepublik und bekleidete dieses Amt bis zum 20. Oktober 1952, woraufhin Alexander Michailowitsch Pusanow seine Nachfolge antrat. Darüber hinaus gehörte er zwischen dem 10. März 1949 und dem 5. Oktober 1952 dem Organisationsbüro des Zentralkomitees als Mitglied an. Anschließend wurde er 1952 erst Direktor des Moskauer Suchscheinwerferwerks und danach zwischen 1955 und 1957 Stellvertreter Minister für Automobilindustrie der UdSSR. Daraufhin war er von 1957 bis 1964 stellvertretender Leiter einer Abteilung im Staatlichen Planungskomitee der UdSSR (Gosplan) sowie zugleich im Rat für Volkswirtschaft der UdSSR (Sownarjoz). Zuletzt fungierte er zwischen 1964 und seinem Tode 1978 als Berater des Ständigen Vertreters im Rat für gegenseitige Wirtschaftshilfe (RGW).
Boris Tschernoussow wurde für seine Verdienste in der Sowjetunion mehrfach ausgezeichnet und erhielt unter anderem den Leninorden, zwei Mal den Orden des Vaterländischen Krieges Erster Klasse sowie den Orden des Roten Banners der Arbeit. Nach seinem Tode wurde er auf dem Nowodewitschi-Friedhof in Moskau beigesetzt.